# Арабска кухня
Арабската кухня (арабски: مطبخ عربي) се определя като различните регионални кухни, простиращи се в арабския свят, от Месопотамия до Северна Африка.
Често включва левантийски и египетски кулинарни традиции.
Има 2 основни структури за хранене в арабския свят, редовната и специфичната за Рамадан.